# Google Chrome Frame
A Google Chrome Frame egy Internet Explorer webböngészőhöz fejlesztett plugin (bővítmény), ami a nyílt forrású Chromium projekten alapul (a Google Chrome-hoz hasonlóan). A 2009. szeptember 22-én indított projekt első évében béta volt, születésnapján adták ki az első stabil verziót. 2013 júniusában jelentették be, hogy a terméket visszavonják, 2014 januárjában jelenik meg hozzá az utolsó frissítés.
A bővítmény az Internet Explorer 6-os, 7-es, 8-as, 9-es és 10-es verziójával működik együtt. Lehetővé teszi, hogy az erre felkészített weblapokat az Internet Exploreren belül, de a Google Chrome megfelelő Blink (korábban WebKit) megjelenítő motorjával és V8 JavaScript-motorjával jelenítse meg. A ComputerWorld egy tesztjében a JavaScript-kód 10-szer gyorsabban futott a bővítménnyel, mint nélküle.
A Google Chrome Frame kifejlesztésére eredetileg azért volt szükség, hogy a HTML5-alapú Google Wave elindítható legyen Internet Explorer alatt is.
A 2011. augusztus 30-án jelent meg az első stabil verzió, ami támogatja a telepítést rendszergazdai jogokkal nem rendelkező felhasználók számára („Non-Admin Chrome Frame”). Az új Chrome Frame telepítő megpróbál adminisztrátori szinten futni, ha nem sikerül, felhasználói jogokkal folytatja a telepítést.

## Alkalmazása
A webfejlesztők a következő kódrészlettel tehetik alkalmassá oldalaikat a bővítmény használatára:
```
<
meta
 
http-equiv
=
"X-UA-Compatible"
 
content
=
"chrome=1"
 
/>

```

Ezáltal a weblapot a Chrome Frame fogja megjeleníteni, ha fel van telepítve; ha nem, akkor az Internet Explorer a szokásos módon nyitja meg.
2010 februárjában a Google Chrome Frame-be belekerült a HTTP-fejlécen keresztüli bekapcsolás lehetősége; ennek számos előnye van, köztük a teljes honlapra való könnyebb engedélyezés, továbbá így kezelni tudja az application/xhtml+xml MIME-típust, amit XHTML-dokumentumok továbbítására az Internet Explorer alaphelyzetben nem támogat. Egy teljes honlapra való bekapcsoláshoz a telepített és bekapcsolt mod_headers és mod_setenvif modulokkal rendelkező Apache szerveren, a következő fejléc-direktívát lehet alkalmazni:
```
<IfModule
 
mod_setenvif.c
>

    
<IfModule
 
mod_headers.c
>

        
BrowserMatch
 
chromeframe
 
gcf

        
Header
 
append
 
X-UA-Compatible
 
"chrome=1"
 
env=gcf

    
</IfModule>

</IfModule>

```

Ha fel van telepítve a Google Chrome Frame, a felhasználók az URL-ek elé beírhatják a gcf: előtagot, ezzel kikényszerítve, hogy a Chrome Frame jelenítse meg az oldalt az Internet Explorer motorja helyett. Ez a funkció a beállításjegyzékben kapcsolható be. Az Internet Explorer bővítményei nem működnek, ha a WebKittel történik egy oldal megjelenítése.
Lehetőség van arra is, hogy a weboldalak alapértelmezésben a WebKit/V8-cal jelenjenek meg, gcf: előtag nélkül:
| HKCU\Software\Google\ChromeFrame | AllowUnsafeURLs=1 (DWORD)                                 | IsDefaultRenderer=1 (DWORD)                       | UseChromeNetworking=0 (DWORD)                                       |
| -------------------------------- | --------------------------------------------------------- | ------------------------------------------------- | ------------------------------------------------------------------- |
|                                  | A gcf: előtagot az URL elég írva a WebKit/v8-at használja | A WebKit/v8 legyen az alapértelmezett megjelenítő | Az Internet Explorer hálózati stackjét használja a Chrome-é helyett |

A Google Chrome Frame kommunikál a Google szervereivel; jelenti a telepítését a Google felé, letölti onnan a frissítéseket és a kártékony weboldalak listáját („Google Safe Browsing”), és opcionálisan statisztikákat és hibajelentéseket is küldhet.

## Vitás kérdések
A Microsoft a Chrome Frame megjelenése után nem sokkal figyelmeztette az Internet Explorer használóit, hogy a plugin telepítésével megfelezik a böngésző biztonságát, hiszen az Internet Explorer résein kívül a Google Chrome Frame résein keresztül is sebezhetővé válnak. A Google viszontválasza szerint azonban a plugin éppenséggel biztonságosabbá teszi a böngészést – különösen az Internet Explorer 6 esetében, ami semmilyen rosszindulatú kód elleni védelmet nem tartalmazott –, hiszen a plugint a kezdetektől a biztonságot szem előtt tartva tervezték.

## Fordítás
- Ez a szócikk részben vagy egészben a Google Chrome Frame című angol Wikipédia-szócikk ezen változatának fordításán alapul.  Az eredeti cikk szerkesztőit annak laptörténete sorolja fel. Ez a jelzés csupán a megfogalmazás eredetét és a szerzői jogokat jelzi, nem szolgál a cikkben szereplő információk forrásmegjelöléseként.